# دانشگاه‌های آمریکا

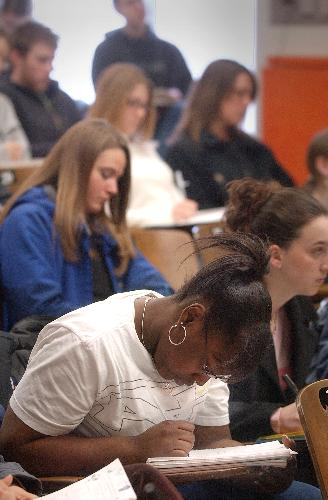
دانشجویان حین برگزاری امتحان در یکی از دانشگاه‌های آمریکا

ایالات متحده آمریکا با داشتن قریب به ۵٬۸۰۰ دانشگاه و مؤسسه آموزش عالی امکان تحصیلات در سطوح مختلف آموزش عالی را برای تقریباً تمامی افراد جامعه خود فراهم نموده‌است. از این تعداد، در حال حاضر ۱۲۵ دانشگاه علوم پزشکی در آمریکا مشغول فعالیت هستند. در سال ۲۰۱۷ حدود ۱۹ میلیون و ۶۶۰ هزار دانشجو در دانشگاه‌های آمریکا مشغول به تحصیل بودند.

## شهریه‌ها و چگونگی تأمین مخارج دانشجویان

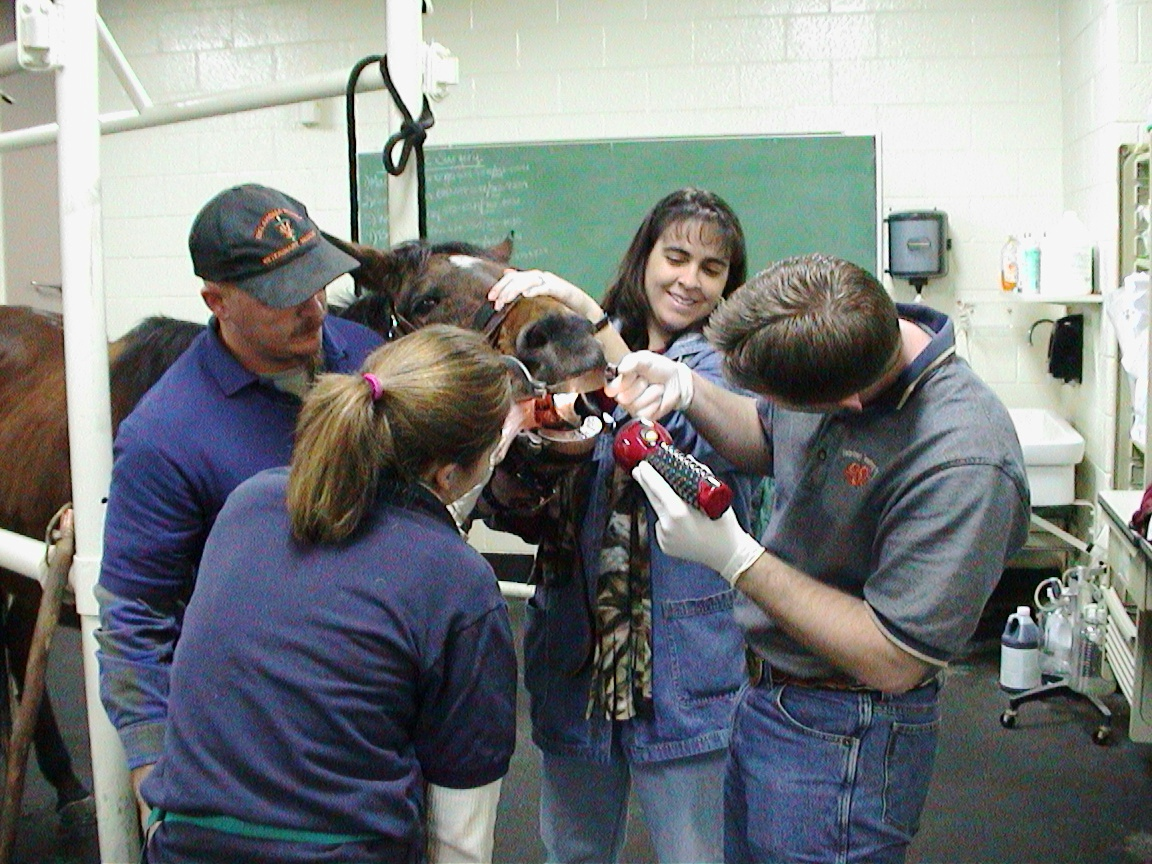
دانشجویان دامپزشکی در حال معاینه دندانهای یک اسب در یکی از دانشگاه‌های آمریکا در سال ۲۰۰۶

وام‌های کم بهره تضمین شده از طرف دولت فدرال (federal loans)، کمک هزینه‌های بلاعوض (grants) و انواع بورس‌های تحصیلی از مهم‌ترین راه‌های تأمین شهریه دانشجویان دانشگاه‌های آمریکا محسوب می‌شوند.
در سال ۲۰۰۷، ارزان‌ترین شهریه سالیانه از آن کالج ایالتی دالتون در ایالت جورجیا (۲٬۰۴۸ دلار شهریه دانشجوی بومی تمام وقت در سال) و گران‌ترین شهریه متعلق به دانشگاه جرج واشینگتن (۳۷٬۸۲۰ دلار در سال برای دانشجویان مقطع کارشناسی) بود.

## فهرست دانشگاه‌های آمریکا

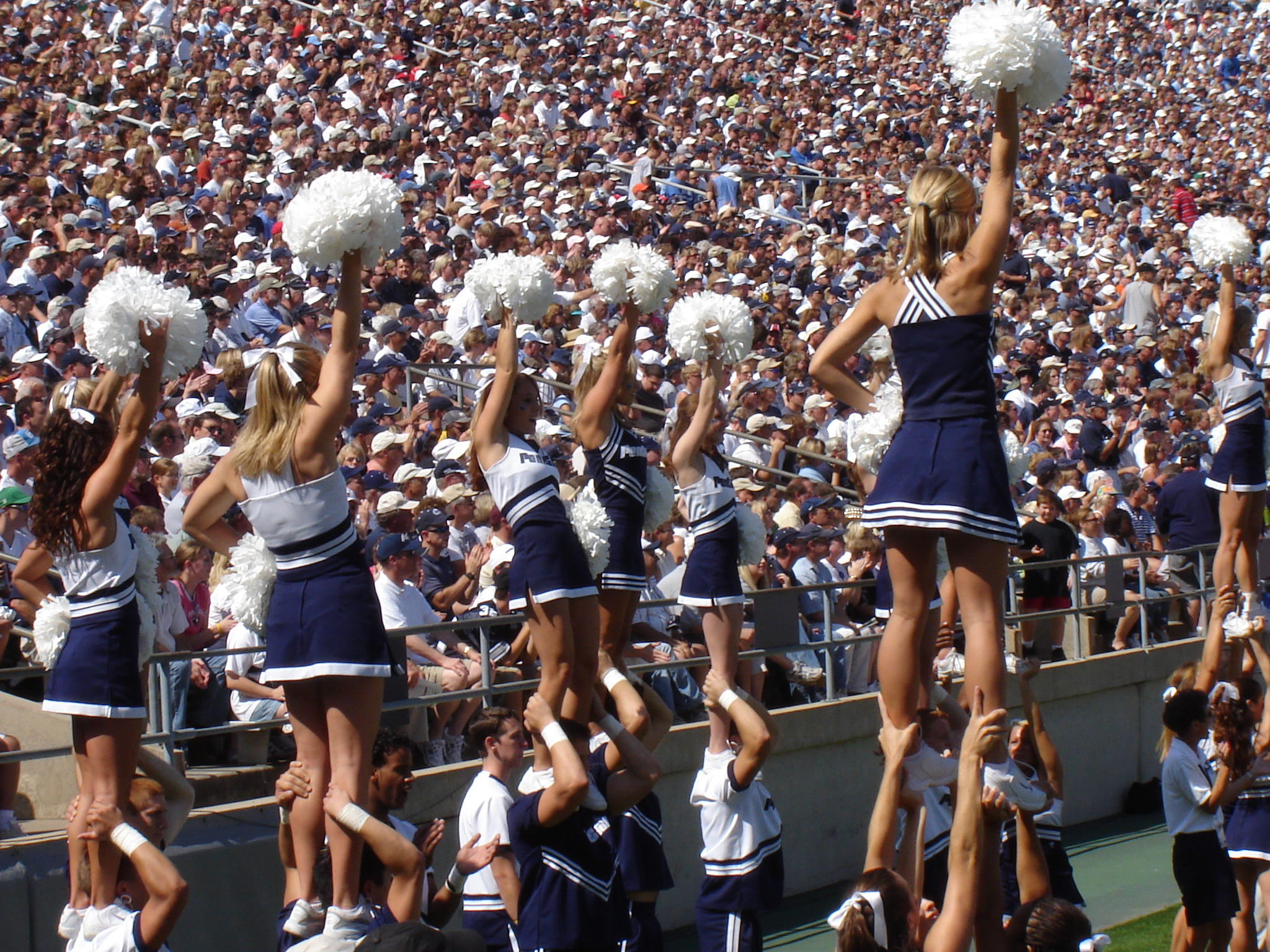
مشوقان رسمی (چیر لیدرهای) تیم فوتبال آمریکایی دانشگاه ایالتی پنسیلوانیا. مسابقات میان-دانشگاهی در آمریکا طرفداران بسیار زیادی دارند.

در آمریکا غالباً سه نوع دانشگاه وجود دارد:
- دانشگاه‌های دولتی و ایالتی (public) مثل دانشگاه کالیفرنیا، لس‌آنجلس یا دانشگاه تگزاس در آستین
- دانشگاه‌های خصوصی غیرانتفاعی (non-profit private) مثل دانشگاه استنفورد یا ام آی تی
- دانشگاه‌های خصوصی انتفاعی (profit private) مثل دانشگاه فینیکس یا دانشگاه دورای (که بسیاری از اینها اغلب به صورت آنلاین و از راه دور فعالیت دارند)

## ورزش
تمام دانشگاه‌های آمریکا مجهز به تجهیزات ورزشی بسیار گسترده‌ای هستند که سرمایه‌های قابل توجهی را سالیانه معطوف خود کرده و یکی از تمرکزهای اصلی بودجه پردازان دانشگاه است. دلیل این امر عضویت دانشگاه‌های آمریکا در یکی از لیگهای ورزشی بزرگ است که سودهای هنگفتی را نصیب دانشگاه می‌کند. این منبع درآمد محصول رقابت‌های سرتاسری کشور است که از شبکه‌های تلویزیون کابلی هر ساله توسط میلیون‌ها بیننده دنبال می‌شود. بزرگ‌ترین لیگهای ورزشی به‌طور مثال عبارتند از همایش ۱۲تای بزرگ، همایش پاسیفیک-۱۲، همایش جنوب شرقی، و همایش ۱۰تای بزرگ.

## آزمون‌های ورودی به دانشگاه‌های آمریکا
مهم‌ترین آزمونهای ورودی عبارتند از:
- اس‌ای‌تی (آزمون) SAT
- اس ای تی ریزنینگ (آزمون) SAT Reasoning
- امتحان ورودی دانشکده پزشکی MCAT
- آی‌تی‌بی‌اس ITBS
- ای‌سی‌تی (آزمون) ACT
- جی‌آرای (آزمون) GRE
- امتحان ورودی دانشکده حقوق LSAT
- امتحان ورودی دانشکده مدیریت GMAT
- امتحان ورودی دانشکده دامپزشکی VCAT
- امتحان ورودی دانشکده داروسازی PCAT
- امتحان ورودی دانشکده دندانپزشکی DAT
- امتحان ورودی دانشکده اپتومتری OAT

علاوه بر اینها، متقاضیان خارجی مستلزم دادن آزمونهای زیر هستند:
- آزمون تافل TOEFL
- آزمون آیلتس IELTS